# Maurice Fleuret
Pour les articles homonymes, voir Fleuret (homonymie).
Maurice Fleuret, né le 22 juin 1932 à La Talaudière (Loire) et mort le 22 mars 1990, est un compositeur et journaliste français, organisateur de festivals de musique contemporaine en France. Directeur de la musique et de la danse au ministère de la Culture de 1981 à 1986, il est, notamment, l'un des initiateurs de la Fête de la musique.

## Biographie
Originaire du département de la Loire, Maurice Fleuret suit des études à l'École normale d'instituteurs de Montbrison. Mais sa passion pour la musique et les humanités est trop forte et, en 1952, il monte à Paris suivre les cours de Norbert Dufourcq et d’Olivier Messiaen au Conservatoire national de musique.
À sa sortie en 1956, son désir de faire partager sa passion et sa formation pédagogique l’amènent à donner des conférences aux Jeunesses musicales de France. Il compose alors des musiques de films et de scènes tout en collaborant au journal Combat, au Guide du concert et au Journal musical français. En 1961, il devient le critique musical attitré de France Observateur. Proche de Boulez, il s’oppose avec force aux compositeurs institutionnels de l’époque tels que Marcel Landowski. 
Animé du souci « de faire comprendre la musique contemporaine », il amorce sa collaboration au Nouvel Observateur en précisant d’emblée qu’il ne s’y fera pas l’écho « des concerts qui font entendre à longueur de soirées les trois B : Brahms, Bach, Beethoven ». Il souhaite « créer une nouvelle critique musicale, une chronique d’initiation à la musique contemporaine et non de compte-rendu » qui pourrait braquer « tout le monde contre ». 
Mais si ses articles ont « un grand retentissement à l'étranger comme en France», il ne peut se contenter de critiquer les idées des autres sans essayer de réaliser les siennes. En 1967, il décide donc d’abandonner ses conférences pour se consacrer à faire pénétrer la musique dans de nouveaux milieux. De 1967 à 1974, il organise ainsi les Journées de musique contemporaine de Paris, où il rassemble quelque vingt mille personnes dans des cycles consacrés à Luciano Berio, Pierre Boulez ou Pierre Henry.
Il mène avec le même succès des entreprises aussi différentes et originales que le Festival Stockhausen de Chiraz-Persépolis en 1972 ou le Festival Xenakis de Bonn en 1974. Producteur à partir de 1974 d’un magazine hebdomadaire (Evénements-Musique) à la radio, il abandonne trois ans plus tard ses responsabilités au Musée d'art moderne de la ville de Paris – qu’il occupait depuis 1967 – pour se consacrer au Festival de Lille où Pierre Mauroy vient d’être élu.
S’y faisant apprécier, il est ainsi nommé sous le gouvernement de ce dernier (novembre 1981) au poste de directeur de la musique et de la danse au ministère de la Culture. 
Sous la direction de Jack Lang, il impulse la création de la Fête de la musique et du festival Musica, il encourage le développement des chœurs d'enfants (les maîtrises, religieuses aussi bien que laïques, entre autres en permettant la création de classes à horaires aménagés), il favorise l'intégration des musiques traditionnelles aux formations des conservatoires, il soutient l’augmentation des subventions en tous genres ou la construction de l’Opéra Bastille ou de la Cité de la musique de la Villette. Quittant ses fonctions quelque temps après le retour de la droite au pouvoir (septembre 1986), il refuse obstinément de reprendre le poste de directeur de la musique en 1988.
Il préfère alors s’occuper de la Bibliothèque musicale Gustav-Mahler qu’il a fondée en 1986 avec Henry-Louis de La Grange à partir de leurs collections personnelles. Il en fait la première bibliothèque musicale privée de France avec vingt mille volumes, neuf mille partitions, deux mille cinq cents dossiers de compositeurs et artistes contemporains, quarante mille disques, et surtout des archives rassemblant quantité de fonds inestimables et inédits sur la musique depuis un siècle et demi, enrichies sans cesse de nouveaux dons. Alors qu’il dirigeait depuis 1988 la collection "Musique" des Éditions Bernard Coutaz, il meurt le 22 mars 1990.

## Œuvres
- Maurice Fleuret, Chroniques pour la musique d'aujourd'hui, Éditions Bernard Coutaz, 1992. 
  - Recueil d'analyses de cinquante-quatre musiciens sélectionnées parmi la production journalistique de Maurice Fleuret.